# Doppelgesellschaft
Eine Doppelgesellschaft entsteht durch eine Aufteilung eines Unternehmens in zwei oder mehr rechtlich selbständigen Gesellschaften, die in der Regel durch gemeinsame Anteilseigner verbunden sind. Ein typischer Fall einer Doppelgesellschaft ist die Betriebsaufspaltung. Die Doppelgesellschaft ist keine Rechtsform.
Sinn und Zweck einer Doppelgesellschaft können steuerliche Aspekte sein, auch spielen Haftungsfragen sowie die Risikobegrenzung und Vermögenssicherung eine Rolle.
Oft wird eine Doppelgesellschaft rechtlich in eine Personen- und eine Kapitalgesellschaft unterteilt. Dabei kann die eine Gesellschaft zum Beispiel als Produktionsgesellschaft und die andere als Vertriebsgesellschaft dienen. Im Fall der Betriebsaufspaltung dient die eine als Besitzgesellschaft und die andere als Betriebsgesellschaft. Zwischen den beiden Gesellschaften bestehen, anders als bei der GmbH & Co. KG keine Beteiligungsverhältnisse.
Die als Mischform zweier Gesellschaftsformen weit verbreitete GmbH & Co. KG gehört nicht zu den Doppelgesellschaften. Hierbei handelt es sich vielmehr um eine rechtliche Einheit, nämlich um eine Kommanditgesellschaft (Personengesellschaft), die von einer GmbH (Kapitalgesellschaft) geführt wird.